# Frans Lomans
Frans Lomans (Oisterwijk, 1955) is een Nederlands journalist, die van januari 2007 tot juni 2017 werkzaam was als hoofdredacteur bij tijdschrift Panorama.
In 1998 richtte hij mede het blad Sportweek op. Als hoofdredacteur - een positie die hij tot december 2006 behield - kreeg hij meermaals aandacht voor de aanpak van Patrick Kluivert in zijn editoriale stukjes. In januari 2007 nam hij de functie van hoofdredacteur bij Panorama op. Van maart 2010 tot juni 2011 was hij naast Panorama eveneens hoofdredacteur van Nieuwe Revu. Verder was hij werkzaam als presentator bij Sportweek Radio, en is hij mede-eigenaar van platenlabel Rosa Records.